# Breve trattato sulla decrescita serena
Breve trattato sulla decrescita serena è un saggio dello scienziato sociale Serge Latouche del 2007 sul tema della decrescita.
Questo saggio vuole essere un piccolo manuale sulla proposta della decrescita, ma a differenza di un normale manuale, dove vengono descritti ben precisamente i passi da compiere per arrivare a uno specifico risultato, qui Serge Latouche ci accompagna in un percorso attraverso il quale ci spiega anche le ragioni e l'urgenza di farlo.

Così Latouche esordisce chiedendosi 
 Il problema dello sfruttamento delle risorse e della loro imminente esaurimento è ben conosciuto da tempo ed è supportato da ricerche e studi autorevoli fatti a partire già dagli anni ‘60 sino ad arrivare ai nostri giorni, ma la società sembra non curarsene. Il nostro pianeta è al collasso e il problema è nelle scelte prese nel nostro passato: la scelta di essere una società della crescita. Ma cambiare non è una decisione così facile da prendere, soprattutto quando bisogna capire come cambiare.
Cosa si intende per decrescita e da dove nasce questa parola? La decrescita si vuole semplicemente contrapporre alla crescita in modo da «far esplodere l'ipocrisia dei drogati del produttivismo» senza dimenticare che opporsi a qualcosa di perverso non produce per forza qualcosa di virtuoso o buono. In questo nome si vuole sottolineare la necessità dell'abbandono del sistema della crescita illimitata, che punta solo al profitto e con conseguenze disastrose per l'ambiente e per l'umanità. «Sul piano teorico si dovrebbe parlare di a-crescita più che di de-crescita. In effetti si tratta proprio di abbandonare una fede, quella dell'economia, del progresso e dello sviluppo.»
Prima di cominciare qualsiasi discorso sulla decrescita Latouche, chiarisce bene la differenza che c'è tra questo movimento e il girone dello sviluppo sostenibile. Oggi la sostenibilità è un fenomeno mondiale che può essere rivendicato facilmente da chiunque, tanto che lo si ritrova anche sui pacchetti del caffè Lavazza. Il self-sustaining growth (crescita auto-sostenuta) è di per sé un ossimoro, in quanto il concetto di durevole o sostenibile include una parte di precauzione e di responsabilità delle proprie azioni, che lo sviluppo ha ripetutamente ignorato (basti pensare alle conseguenze nell'uso del nucleare o dell'amianto). Lo sviluppo è quindi elemento tossico.
Analizzando storicamente la nascita della società attuale, guidata dall'homo oeconomicus, ci si accorge facilmente che sin dai suoi inizi ha prodotto sofferenze ed ingiustizie in molti. Questa è diretta conseguenza delle basi prese per lo sviluppo della teoria economica, che preclude e nega una natura entropica della disciplina, giustificandola con l'evidenza della irreversibilità del tempo. Solo nel 1973 Kennet Building si oppone a questa visione attraverso la metafora del cosmonauta per la quale «la terra è diventata una navicella spaziale unica, sprovvista di riserve illimitate, sia per attingervi risorse che per versarvi i suoi rifiuti inquinanti.»
La sovracrescita si scontra evidentemente con i tempi rigenerativi del nostro pianeta. «L'uomo trasforma le risorse in rifiuti più rapidamente di quanto la natura sia in grado di ritrasformare i rifiuti in risorse.» Qualcuno ha visto nella riduzione della popolazione mondiale (in particolare in quella dei paesi del terzo mondo) una soluzione per ridurre la dimensione dell'impronta ecologica, come William Vogt che afferma «una guerra batteriologica su grande scale sarebbe un mezzo efficace». Follia! Cosa fare allora? «L'umanità si avvia verso l'estinzione? Secondo Belpomme ci sono cinque scenari possibili della nostra scomparsa: il suicidio violento, la comparsa di malattie gravi, l'esaurimento delle risorse naturali, la distruzione della biodiversità e le modificazioni psicochimiche estreme del nostro ambiente.»
Per Latouche questo approccio aggira il vero problema: quello della crescita. Una volta eliminata questa anomalia, il genere umano potrà affrontare ogni altro problema molto più serenamente.
La decrescita è un programma politico e il suo piano è il circolo delle 8 R che rappresentano otto obiettivi interdipendenti, che se realizzati, possono innescare un processo di decrescita serena, conviviale e sostenibile:
- Rivalutare. I valori sono diventati vuoti simulacri, sostituiti da megalomania individuale, egoismo e rifiuto della morale. Occorre rivendicare valori come l'altruismo, la collaborazione, il piacere, il locale.
- Riconcettualizzare. La mancanza di valori dà luogo ad una visione diversa del mondo. Occorre ridefinire concetti come la ricchezza/povertà, la rarità/abbondanza distinguendo gli elementi reali da quelli di creazione artificiale.
- Ristrutturare. Adeguare l'apparato produttivo e i rapporti sociali al cambiamento dei valori.
- Ridistribuire. La ridistribuzione delle ricchezze e delle risorse ha un effetto positivo sulla riduzione del consumo, per due fattori: ridimensionamento del potere dei consumi del Nord e diminuzione dello stimolo al consumo vistoso.
- Rilocalizzare. Segue il principio del “think global, act local” per il quale occorre produrre in massima parte a livello locale i prodotti necessari ai bisogni delle popolazioni.
- Ridurre. Ridurre non significa necessariamente tornare indietro. Significa limitare/eliminare il sovraconsumo ed abbattere gli sprechi. La riduzione non coinvolge solo le risorse, ma anche aspetti sociali come il tempo dedicato al lavoro.
- Riutilizzare/Riciclare. È necessario ridurre lo spreco, combattere l'obsolescenza delle attrezzature e riciclare rifiuti non riutilizzabili.

Vista la natura di programma politico delle 8 R è necessario superare la corruzione della politica sostenuta dall'economia della crescita e fondata sull'egoismo individuale, facendo dilagare disonestà e criminalità.
Infine la decrescita mette al centro il bisogno di dialogo sia tra individuo ed individuo, sia tra culture differenti quanto tra uomo e natura. Occorre abolire il sogno universalista/prevaricatore ed accettare un pluriversalismo, una vera e propria democrazia delle culture.

## Edizioni
- Serge Latouche, Breve trattato sulla decrescita serena, traduzione di Fabrizio Grillenzoni, Bollati Boringhieri, 2008,  p. 136, ISBN 978-88-339-1869-3.